# Erdei Berta
Erdei Berta; Ehrenwald Berta Ilona (Párkány, 1857. március 10. – Budapest, Erzsébetváros, 1939. február 25.) színésznő.

## Életútja
Ehrenwald Bernát kereskedő és Tauber Mária leányaként született. 1880. augusztus 22-én áttért a római katolikus vallásra a budapest-terézvárosi plébánián.
1875-ben lépett a színipályára a Népszínházban, Rákosi Jenő igazgatása alatt. Előbb segédszerepeket játszott, majd vidékre került primadonna és később komikai szerepkörre szerződve. 1886-ban és 1887-ben Oroszországban hangversenyezett. Sok ideig jeles tagja volt az aradi, kecskeméti, miskolci, nagyváradi színházaknak. 1901-ben a buda-temesvári színház tagja volt. Azután 1903-ban a Király Színház kötelékébe lépett, ahol 1924-ig játszott. Nyugdíjaztatásakor a Rákosi-színésziskola felügyelője lett. Halálát szívizomelfajulás okozta.
Házassága Szilassy Istvánnal 1880. augusztus havában volt. (Férje meghalt 1899. június havában, Kecskeméten.)

## Fontosabb szerepei
- Dulcsásza (Hegyi B.: Boris király)
- Zárdafőnöknő (Konti J.: A fecskék)